# Yvette Vickers
Yvette Vickers (ur. 26 sierpnia 1928 w Kansas City, zm. ok. 2010 w Los Angeles) – amerykańska piosenkarka, aktorka i modelka.
Wystąpiła między innymi w kultowym filmie „Atak kobiety o 50 stopach wzrostu”, była modelką „Playboya”.
Żyła samotnie. Jej zmumifikowane ciało odkryto 27 kwietnia 2011 w jej domu, dokładna data jej śmierci nie jest znana. Sekcja zwłok została zakończona przez lekarza sądowego hrabstwa Los Angeles, który orzekł, że przyczyną jej śmierci jest niewydolność serca spowodowana chorobą wieńcową.